# Soplaviento
Soplaviento est une municipalité située dans le département de Bolívar, en Colombie.